# Lješev Stub
Lješev Stub (en serbe cyrillique : Љешев Стуб) est un village du sud du Monténégro, dans la municipalité de Cetinje. Ce village ne compte plus d'habitant d'après le dernier recensement de 2003.

## Démographie

### Évolution historique de la population[1]
| 1948 | 1953 | 1961 | 1971 | 1981 | 1991 | 2003 |
| ---- | ---- | ---- | ---- | ---- | ---- | ---- |
| 48   | 69   | 38   | 34   | 9    | 5    | 0    |